# Lacrosse
Lacrosse is een teamsport die wordt gespeeld met 10 spelers per team (herenlacrosse), 10 spelers (dameslacrosse) of 6 spelers (box lacrosse). Elke speler draagt een stick (crosse) met aan het uiteinde een netje, waarin de speler de bal houdt. De bedoeling van het spel is om de bal met behulp van de stick in het doel van de tegenstander te schieten, waarbij 1 doelpunt 1 scorepunt oplevert. De lacrossebal is een harde rubberen bal met een gewicht tussen de 142 en 149 gram, en is in grootte vergelijkbaar met een tennisbal.
Lacrosse is een grote sport in Canada en de Verenigde Staten. De sport is de nationale zomersport van Canada, naast de nationale wintersport ijshockey. Het neemt toe in populariteit in de VS, waar het de snelst groeiende sport op highschools en op NCAA College-niveau is. In 2014 speelden 426.000 mensen lacrosse in de VS, terwijl dit in 2018 bijna verdubbeld was: toen waren er bijna 830.000 spelers. Wereldwijd werd lacrosse in 2017 door 2,9 miljoen mensen beoefend.
In Nederland wordt, bij gebrek aan lacrossevelden, de sport gespeeld op gras of kunstgras. Er zijn 4 vormen van lacrosse: men's field lacrosse, women's field lacrosse, men's box lacrosse en mixed lacrosse. De laatste twee varianten worden in België en Nederland nog niet noemenswaardig beoefend.
Lacrosse stond twee keer op het programma van de Olympische Spelen; in 1904 in St. Louis en vier jaar later in Londen. Daarnaast was het nog drie keer een demonstratiesport tijdens de Spelen, waaronder in 1928 in Amsterdam. De sport zal op het programma van de Spelen in 2028 in Los Angeles staan.

## Geschiedenis

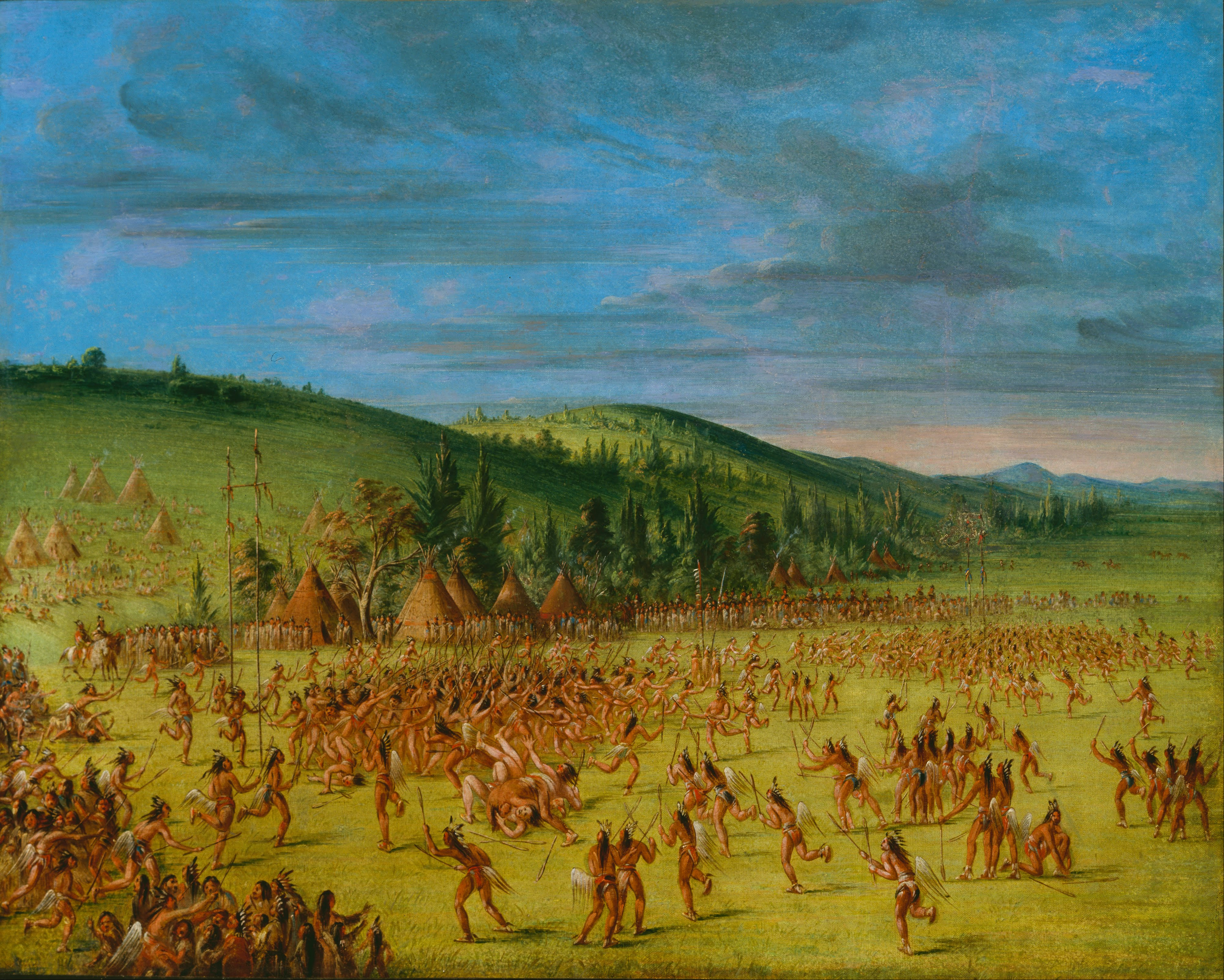
"An Indian Ball-Play" door George Catlin, circa 1846-1850

De sport vindt zijn oorsprong bij de Noord-Amerikaanse indianen. Zij noemden het dehuntshigwa'es (Onondaga taal: 'mannen slaan een rond voorwerp'), da-nah-wah'uwsdi (Oostelijke Cherokee: 'kleine oorlog') of Tewaarathon (Mohawk: 'klein broertje van de oorlog'). Met dit spel trainden zij de jonge mannen van de stam, bereidden hen voor op de oorlog, en vochten zij conflicten tussen stammen uit. Het veld was groot (500 meter tot enkele kilometers lang) en het spel duurde erg lang (twee of drie dagen).
De sport kreeg zijn naam door Franse verkenners die de indianen het spel zagen spelen. Een wereldwijd bekende maar onjuiste verklaring voor de naam lacrosse is dat de vorm van de stick de Fransen deed denken aan de staf die gebruikt werd door een bisschop, in het Frans aangeduid met croisier'. "Crosse" betekent ook 'kolf', zoals in crossbow "kolfboog," de kruisboog heeft immers een houten kolf. Kolf en "golf" zijn eveneens verwant. Vergelijk het oeroude spel kolven of kolfbal. Een "crosse" of "kolf" is elke flinke houten "knuppel", als wapen of instrument om een balspel mee te beoefenen. De missionaris Jean-de-Brébeuf legde weliswaar het verband tussen de "kolf" van de indianen en de bisschopsstaf in Relation des Jésuites, uitgegeven omstreeks 1640, maar het Franse woord "crosse" heeft sowieso de betekenis van kolf.

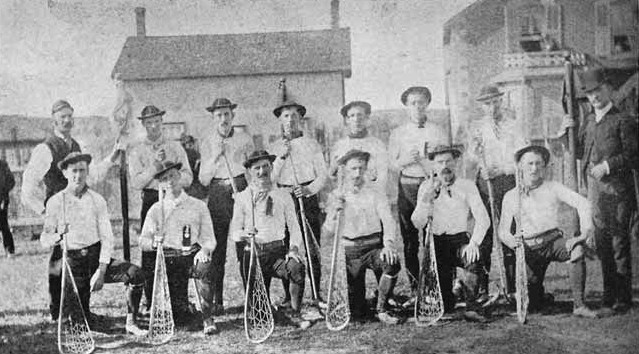
Richmond Hill "Young Canadians" lacrosse team, 1885

In werkelijkheid is crosse een algemene Franse term voor elke stok, kolf, slaghout in een balsport. Een hockeystick is in het Frans ook een crosse. De naam is dus een verwijzing naar de kolf, en misschien een verwijzing uit een zin als "le jeu de la crosse" ("Het spel met de kolf").
In 1856 richtte Dr. William George Beers, een Canadese tandarts, het lacrosseteam Montreal Lacrosse Club op, en in 1867 stelde hij de regels op voor een minder gewelddadige en dodelijke variant van lacrosse. Hij legde onder andere de lengte van een wedstrijd en de afmetingen van een lacrosseveld vast. De eerste gespeelde wedstrijd onder de regels van Beers was het Upper Canada College tegen de Toronto Cricket Club, in 1867. De wedstrijd eindigde in 3-1 voor Toronto Cricket Club.
Tegen het begin van de twintigste eeuw begonnen steeds meer highschools, colleges en universiteiten het spel te spelen en lacrosse werd een medaillesport in 1904 en 1908 op de Olympische Spelen.
In 1967 voor het eerst een WK lacrosse gespeeld, waaraan vier landen deelnamen. Sinds 1982 wordt er ook om de meestal vier jaar een wereldkampioenschap voor vrouwen gehouden. In 2008 fuseerden de mondiale lacrossebond voor mannen, ILF (opgericht in 1974) en de mondiale lacrossebond voor vrouwen, IFWLA (opgericht in 1972) tot de Federation of International Lacrosse (FIL). Sinds midden 2019 heet de bond na een naamswijziging World Lacrosse. Anno 2022 heeft het Nederlandse herenteam, MDNT, acht keer meegedaan aan een eindtoernooi (WK en EK), met als beste prestatie de zilveren medaille op het EK van 2008. Het Belgische herenteam heeft anno 2022 twee keer aan een WK en twee keer aan een EK meegedaan.

## Herenlacrosse

Veld van herenlacrosse

Een team van herenveldlacrosse bestaat uit 10 mannen. Het doel van het spel is een harde, rubberen bal in het doel van de tegenstander te werpen. Men speelt op een veld van gras of kunstgras dat ongeveer 54 meter (60 yard) breed, en 100 meter (110 yard) lang is. In Nederland speelt men, bij gebrek aan officiële lacrossevelden, op (kleinere) hockey- en voetbalvelden.
Een lacrossedoel is 6 voet (1,8 meter) hoog en 6 voet breed, en loopt spits uit. Het net van een lacrossedoel is vergelijkbaar met een doelnet bij ijshockey.
Het lacrossedoel bevindt zich midden in een cirkel met een diameter van 18 voet (5,5 meter), die de crease genoemd wordt. De crease bevindt zich op 20 yard afstand van de achterlijn, waardoor men achter het doel langs kan. Het gebied achter het doel wordt meestal aangeduid als "X" en is meestal bezet door een aanvaller.
Er staan altijd drie aanvallers (attackmen), drie middenvelders (midfielders), drie verdedigers (defenders) en een goalie in het veld. Hoewel de aantallen vaststaan, is de positie van de spelers op het veld niet vastgelegd. Elke speler draagt een stick met een lengte variërend van 40 tot 42 inch (101,5 cm - 106,7 cm) voor middenvelders, en 52 tot 72 inch (132,1 cm - 182,9 cm) voor verdedigers. De doelman (goalie) draagt een stick met een lengte tussen de 40 en 72 inch, en de kop van de stick mag maximaal 15 inch (38,1 cm) breed zijn, om meer ballen tegen te houden. De kop van de stick van zowel middenvelders, verdedigers en aanvallers moet minimaal 6 inch (15,2 cm) breed zijn op het breedste punt en 2,5 inch (6,4 cm) breed op het smalste punt.

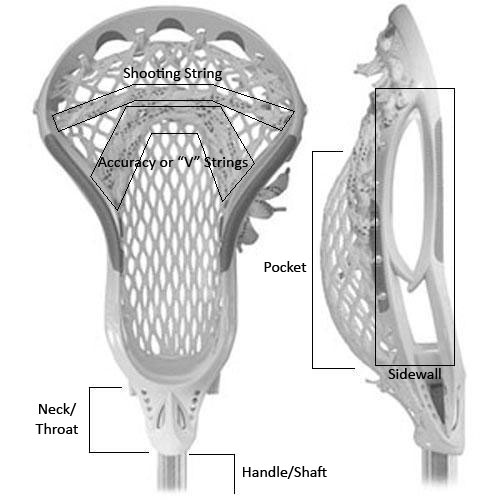
De head van een mannenstick

De stick bestaat uit een head, pocket, shaft en vaak een butt-end. De head is gemaakt van een sterk soort plastic en over het algemeen wit van kleur. De pocket is het netje waar de bal in rust, deze is meestal van nylon of leer. De shaft is het handvat onder de pocket, en is meestal gemaakt van aluminium of titanium of een legering daarvan. Sommige spelers geven de voorkeur aan een houten shaft: deze is zwaarder en breekt sneller, maar is ook goedkoper. Metalen shafts moeten aan het uiteinde afgesloten worden met een butt-end, om snijwonden te voorkomen.
Alle spelers op het veld zijn verplicht handschoenen en een helm te dragen, een toque wordt bij iedereen aangeraden. Additionele uitrusting is ook toegestaan, en de hoeveelheid ervan hangt af van persoonlijke voorkeur. Middenvelders en aanvallers dragen standaard schouder-, borst- en rugbescherming, en elleboogbescherming. Sommigen dragen ook ribbescherming. Verdedigers hebben meestal voldoende aan borst- en rugbescherming, maar sommigen dragen zelfs deze bescherming niet. Doelmannen zijn verplicht om naast de standaard verplichte handschoenen en helm, ook een toque, borstbescherming en een keelbeschermer te dragen.
In tegenstelling tot dameslacrosse, mogen mannen de bal wegtrappen, en bedekken met de stick, op voorwaarde dat zij deze niet uit het spel halen (withholding the ball from play), door bijvoorbeeld in hun kleding of in hun pocket te verstoppen. Ook mag de bal niet met de handen gepakt worden. Het spel is snel en vloeiend, en op televisie is de bal soms moeilijk te volgen. In een gemiddelde wedstrijd worden 10 tot 15 punten gescoord.

## Regels - Herenlacrosse[5]
Lacrosse is een contactsport, waarbij de spelers bescherming dragen. Een lacrossewedstrijd in Nederland bestaat uit 4 kwarten die elk 20 minuten duren. Tussen deze zogenaamde quarters zit er respectievelijk 2, 10 en 3 minuten pauze. Het slaan met de stick en bodychecking is een belangrijk onderdeel van de sport. Om blessures te voorkomen, zijn er veel regels van kracht tijdens het spel.
Spelers mogen met hun eigen stick op de stick van de baldrager slaan, en op de handschoenen die aan de baldragende stick vastzitten. Als een baldrager zijn stick met alleen zijn rechterhand vasthoudt, mag niet op zijn linkerhand geslagen worden. Het bodychecken mag alleen tussen schouders en heupen, aan de voorkant van de tegenstander. Indien een speler in zijn rug, op zijn helm of onder de heupen gecheckt of geslagen wordt, wordt het spel stilgelegd en krijgt de overtreder een tijdstraf.
In het begin van een quarter of na een doelpunt wordt de face-off gedaan in het midden van het veld. Twee midfielders, een van elk team, leggen hun sticks horizontaal op de grond, tegen elkaar aan, met de bal ertussen. De butt-end wijst naar de linkerkant van het veld, parallel met de middenlijn. De twee  face-off men vechten om de bal, meestal door deze zo snel mogelijk met hun pocket te bedekken en richting een van de twee overgebleven midfielders te schuiven, die na het fluiten door de scheidsrechter vanaf de wingline naar het midden van het veld komen rennen. Attackmen en defenders mogen deze tijd niet voorbij de restraining line komen, zij mogen daar pas overheen zodra een van de midfielders van beide partijen de bal in bezit heeft.
Bij lacrosse kunnen twee typen straffen gegeven worden: technical fouls en personal fouls. Als een speler een overtreding begaat, wordt daarvoor gefloten en geeft de scheidsrechter aan wat de straf is. Technical fouls worden onder andere gegeven als een speler off-side gaat, een andere speler vasthoudt, of zijn vrije arm gebruikt om tegenstanders weg te duwen (warding). De straftijd hiervoor is 30 seconden.
Personal fouls zijn van meer serieuze aard en er staan dus ook hogere straffen op. Ze worden gegeven bij de meer ernstige overtredingen zoals het illegaal checken, het gevaarlijk slaan met de stick, maar ook schelden of vloeken op het veld (unsportsmanlike conduct). De straftijd varieert van 1 minuut tot 3 minuten. Als een speler 5 Personal fouls heeft begaan, wordt hij definitief van het veld gestuurd.
Als een speler straftijd krijgt, moet hij in de penalty box aan de rand van het veld zitten, totdat zijn straftijd afgelopen is en hij het veld weer in mag. Ook krijgt het andere team balbezit.

### Technische fouten
- Holding: Het ophouden van een tegenstander met de losse hand of stick van de overtreder.
- Interference: De speler belemmert opzettelijk de vrije doorgang van een tegenstander die niet de bal bij zich heeft.
- Offside: Tijdens een wedstrijd moeten te allen tijde vier spelers op de verdedigende helft van het team staan, en minimaal drie spelers op de aanvallende helft. Gebeurt dit niet (voorbeeld: er loopt een defender naar de aanvallende helft, op zijn verdedigende helft staan nu twee defenders en een goalie) dan wordt offside gefloten.
- Pushing: Een speler duwt de tegenstander hard in de rug.
- Stalling: Een speler of een heel team vertraagt het spel om een voorsprong te behouden en de tegenstander te frustreren (casus: in het vierde quarter staat Team Blauw met 9-8 voor en besluit de bal op de verdedigende helft almaar over te gooien, zonder een aanval uit te voeren).
- Illegal start: Een wingman rent voor het fluitsignaal over de wingline.
- Time Delay: Een goalie heeft de bal in zijn stick en blijft langer dan vier seconden in de crease staan.
- Warding: Een baldrager houdt zijn stick met een hand vast en gebruikt zijn andere hand om de tegenstander weg te duwen.

### Persoonlijke fouten
- Slashing: Een speler slaat zijn tegenstander op de hand die de stick niet vasthoudt.
- Tripping: Een speler laat zijn tegenstander opzettelijk struikelen.
- Crosschecking: Een speler voert een check uit met zijn handen, maar heeft de handschoenen niet tegen elkaar aangedrukt.
- Unsportsmanlike conduct: Een speler vloekt of scheldt op het veld, of discussieert met de scheidsrechter.
- Unnecessary roughness: Een speler gebruikt (veel) meer kracht dan nodig is om de bal te verkrijgen (casus: Speler checkt op twee meter van een opgezet hockeydoel buiten het veld, legaal de baldrager, waardoor deze tegen het hockeydoel aanvalt)
- Illegal bodychecking: Bodychecken van de tegenstander tegen het hoofd, in de rug, onder de heupen of als de tegenstander verder dan 3 meter van de bal verwijderd is.
- Illegal stick: De stick is op zo'n manier gemaakt dat het moeilijker wordt de bal te verkrijgen (casus: de pocket van de stick is te diep)
- Illegal equipment: De handschoenen zijn aangepast op zo'n manier dat het de veiligheid van de speler in gevaar brengt.

## Dameslacrosse
Vrouwenlacrosse is in tegenstelling tot herenlacrosse een non-contactsport. Er mag bij deze variant alleen onder bepaalde voorwaarden op de stick gecheckt worden. Tot 1930 golden dezelfde regels bij de mannen en vrouwen, sindsdien zijn echter alleen de regels bij de mannen aangepast tot de full-contactsport zoals die nu is.
Bij dameslacrosse bestaat een team, net zoals bij de heren, uit 10 veldspelers: 3 aanvallers, 3 middenvelders, 3 verdedigers en 1 goalie. Daarnaast mag er onbeperkt gewisseld worden tijdens het spel.
De regels en het spel zijn compleet verschillend van herenlacrosse. Dameslacrosse wordt vaak vergeleken met hockey, maar waar bij hockey de bal over de grond gaat, wordt deze bij lacrosse door de lucht verplaatst.
Het doel van het spel is om met de lacrossestick een bal in het doel van de tegenpartij te gooien. Met de stick mag worden gegooid en gepasst, gevangen, gerend en de bal van de grond worden geschept. Daarnaast wordt de stick in de verdediging gebruikt om de bal tegen te houden of om de tegenpartij te 'checken'. Checken gebeurt door met de eigen stick op de bovenkant van de stick van de tegenstander met de bal te slaan.

### Materialen
De stick bestaat uit een aluminium stok ('shaft'), een 'head' (plastic rand om het netje) en het netje zelf. De head van de lacrossestick is gemaakt van kunststof, waarin een netje van leren touwtjes is vast geweven. Een groot verschil tussen heren- en dameslacrosse is de diepte van het netje, ook wel de pocket genoemd. Bij dameslacrosse is de pocket ondieper, wat voor een technisch spel zorgt, aangezien de bal sneller uit de stick valt dan bij de heren.

### Regels
Ondanks dat dameslacrosse een non-contactsport, is lichamelijk contact in de praktijk wel toegestaan, zij het gecontroleerd en in veel minder mate dan bij de heren. Een andere belangrijke regel is dat verdedigers zich slechts een aantal seconden in het belangrijkste scoringsgebied voor het doel mogen bevinden als ze niet dicht bij hun aanvaller gepositioneerd zijn, waardoor snelheid een grote rol speelt.

### Uitrusting
Bij het spelen van een wedstrijd is alleen het dragen van een gebitsbeschermer (bitje) verplicht. Daarnaast kan een speler ervoor kiezen om een oogbeschermend masker te dragen en/of met handschoentjes te spelen.

### Veld
De belijning van een dameslacrosseveld verschilt van die van de heren.
De belangrijkste lijnen zijn de 'crease': een cirkel met een diameter van 6 meter waarin het doel staat. In de crease mag alleen de goalie staan. Geen enkele andere speler of stick mag in de crease komen.
Daarnaast zijn er restraining lines: deze twee lijnen staan 27 meter in het veld vanaf elke achterlijn. Van elk team moeten telkens drie spelers achter een van deze lijnen blijven (afhankelijk van de aanval of verdediging). Bij dameslacrosse bestaat er door deze lijnen een soort buitenspelregel (offside).
Een ander belangrijk gebied is het scoringsgebied. Dit gebied heeft de vorm van een waaier die voor het doel ligt. In dit gebied, genaamd de 'fan', mogen verdedigers zich zonder aanvaller slechts 3 seconden bevinden. Hierdoor bestaat er voor de speler met de bal de mogelijkheid om voor de goal vrij te komen, door alleen haar eigen verdedigster af te schudden.

## Box lacrosse

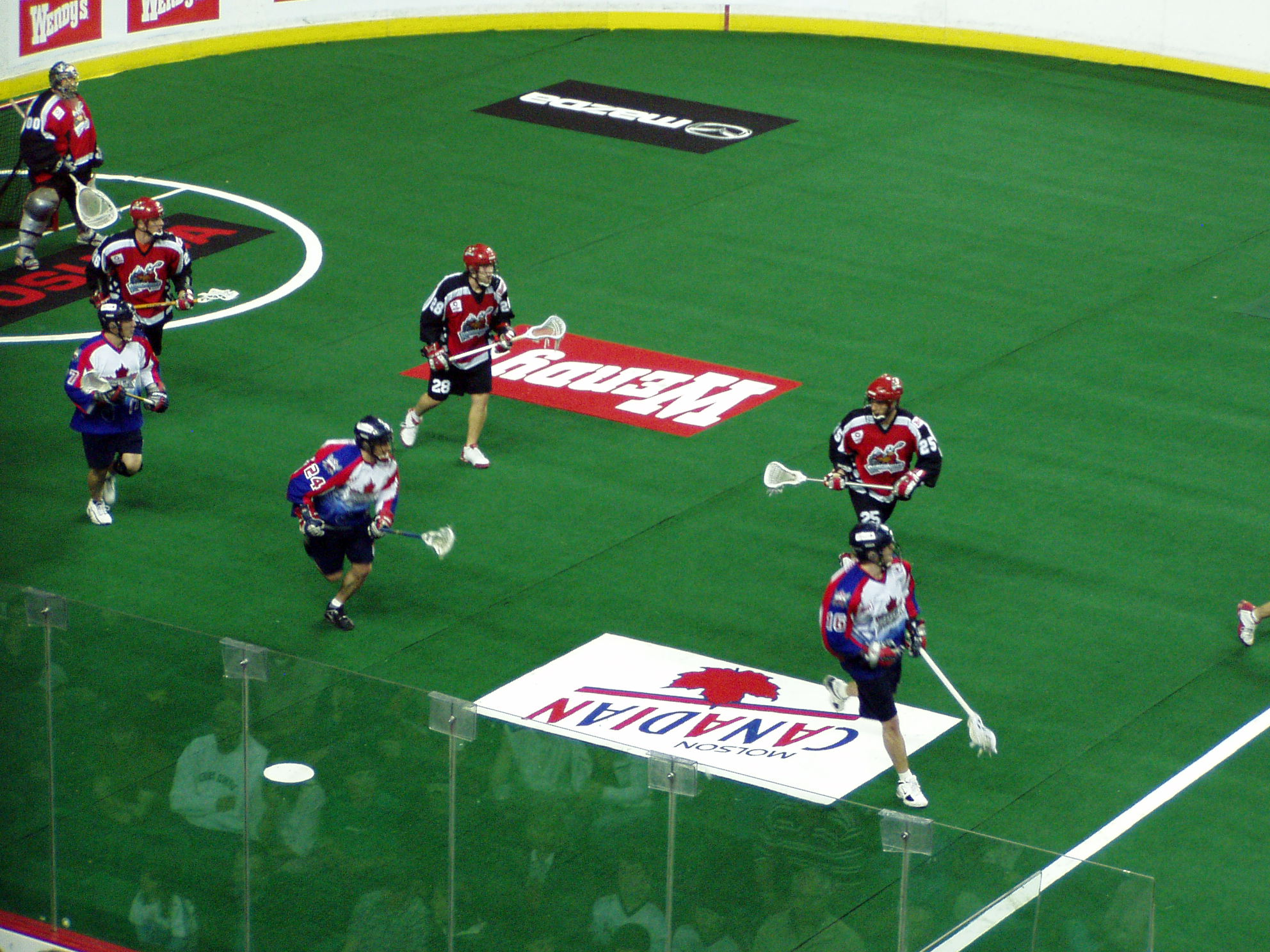
Box lacrosse: Calgary Roughnecks vs. Toronto Rock

Box lacrosse (box) is de indoorvorm van lacrosse en wordt gespeeld op een drooggelegd of bedekt ijshockeyveld, waarbij de grenzen van het veld worden bepaald door de boarding van plexiglas, dasherboards geheten. Bij een boxwedstrijd spelen twee teams van 6 spelers tegen elkaar.
De regels van box lacrosse verschillen op een aantal punten van die van veldlacrosse. Het doel is kleiner: ongeveer 145 centimeter breed en 125 centimeter hoog, en de goalie draagt meer bescherming. Ook mogen crosschecks uitgevoerd worden, terwijl dit bij veldlacrosse een Personal Foul is. Op het moment dat een partij balbezit krijgt, moeten zij binnen 30 seconden een schot op doel maken. De duur van een wedstrijd verschilt ook van veldlacrosse: in plaats van de 4x20 minuten van veldlacrosse, telt een boxwedstrijd 3 perioden van 20 minuten.
Box lacrosse wordt voornamelijk in Canada gespeeld. België kent geen box lacrossewedstrijden of -competities; de Nederlandse lacrossebond, NLB, is bezig met het opzetten van een team en doet vooral mee aan toernooien.